# Tomás Weinreb
Pour les articles homonymes, voir Weinreb.
Tomás Weinreb, né le 14 février 1982 à Stod (Tchécoslovaquie), est un réalisateur et scénariste tchèque.

## Filmographie partielle

### Au cinéma

#### Réalisation
- 2006 : Zatmení (court métrage)
- 2016 : Moi, Olga Hepnarová (Já, Olga Hepnarová, coréalisé avec Petr Kazda)

#### Scénario
- 2006 : Zatmení (court métrage)
- 2016 : Moi, Olga Hepnarová (Já, Olga Hepnarová)